# Krystianów
Krystianów (również Nowe Miasto, Nowe Miasteczko, Krystynowo lub Chrystynowo) – dawne miasto leżące na terenie obecnej wsi Kazimierz Biskupi w województwie wielkopolskim, gminie Kazimierz Biskupi.
Lokacja miejska nastąpiła przed 1592 rokiem (być może miała miejsce już w 1585 roku), dzięki staraniom Mikołaja Kretkowskiego – wojewodzica brzesko-kujawskiego.
Miasto miało mały rynek i odrębną administrację od Kazimierza Biskupiego. Jego egzystencja, jako samodzielnego pod względem ustrojowym organizmu miejskiego, dobiegła końca po 1682 roku (taryfa podatku pogłównego z 1717 roku nie notuje żadnych dochodów z tego miasta) lub najpóźniej w 1729 roku (data wielkiego pożaru Kazimierza, która objęła również sąsiednie Krystynowo). Formalnej likwidacji odrębności ustrojowej tej miejscowości mogli dokonać Prusacy w 1798 roku, którzy przeprowadzili wówczas na ziemiach II zaboru pruskiego unifikację starych i nowych miast.
W mieście znajdowała się kaplica św. Krystyna (XV–1729 lub 1859) – jednego z Pięciu Braci Męczenników.